# Icnologia

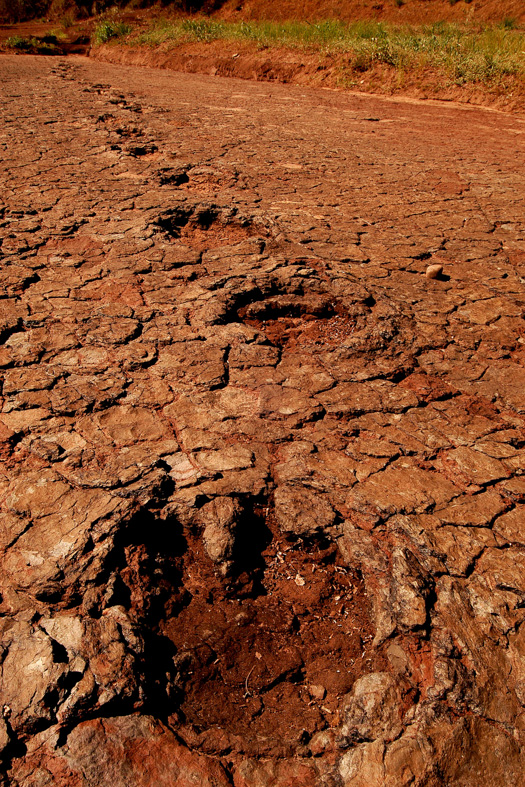
Pegadas de Dinossauro, preservadas em Sousa, Paraíba, Brasil.

Icnologia é o ramo da geologia que lida com traços e rastros do comportamento dos organismos, tais como tocas e pegadas. É geralmente considerada um ramo da paleontologia, mas é somente uma divisão da icnologia.

A paleoicnologia, lida com vestígios fósseis, enquanto neoicnologia é o estudo dos traços modernos. Paralelos muitas vezes podem ser feitos entre os traços modernos e os traços fósseis, ajudando os cientistas a descodificar o possível comportamento e a anatomia dos organismos, mesmo se o corpo do fóssil não seja encontrado.

Um Icnologista é um cientista que estuda e pesquisa a icnologia.
Estudos de Icnologia baseiam-se na descoberta e análise de estruturas biogênicas: características provocadas por organismos vivos. Assim, tocas, pegadas e trilhas são exemplos de estruturas biogênicas, mas não moldes ou impressões de conchas mortas ou corporais. A nomenclatura dos fósseis corporais e a nomenclatura dos traços são mantidos separados. Icnoespécies são criadas para vestígios fósseis e Icnotáxons são classificados de forma diferente na nomenclatura zoológica dos táxons com base em fósseis do corpo.
Alguns exemplos incluem:
- Vestígios fósseis do Cambriano de configurações litorâneas que incluem Protichnites e Climactichnites.
- Pegadas de dinossauros do Mesozoico, incluindo icnogêneros como Grallator, Atreipus e Anomoepus.
- Cupinzeiros do Triássico, que pode abranger vários quilômetros quadrados de sedimentos.

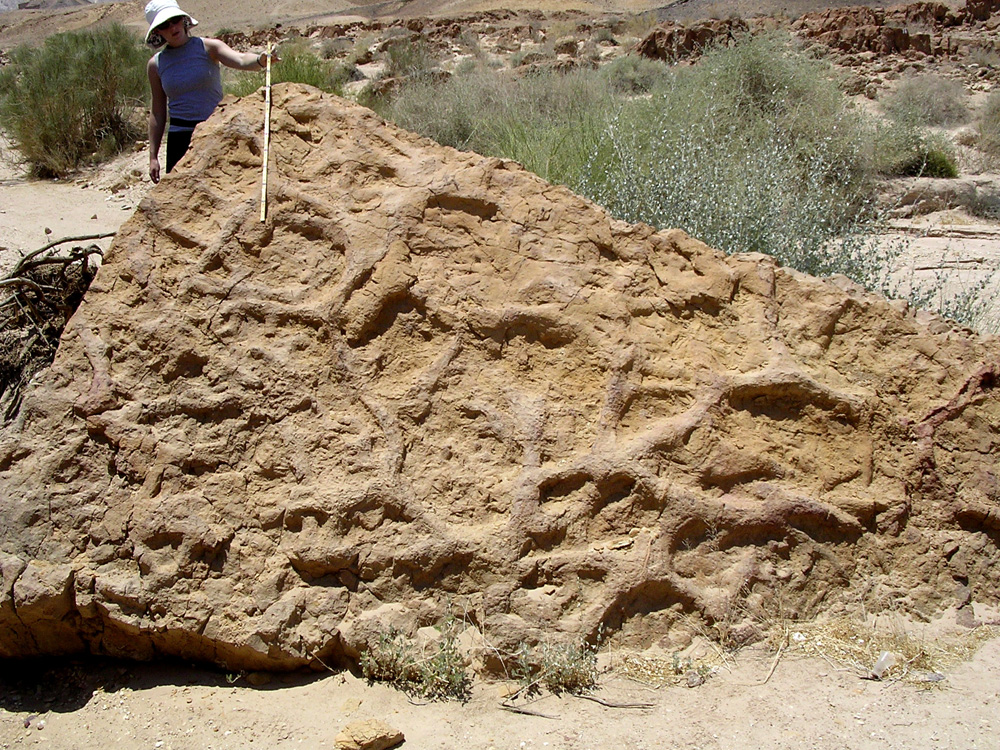
Thalassinoides, tocas produzido por crustáceos, do Jurássico Médio, Qatan Makhtesh, no sul de Israel.
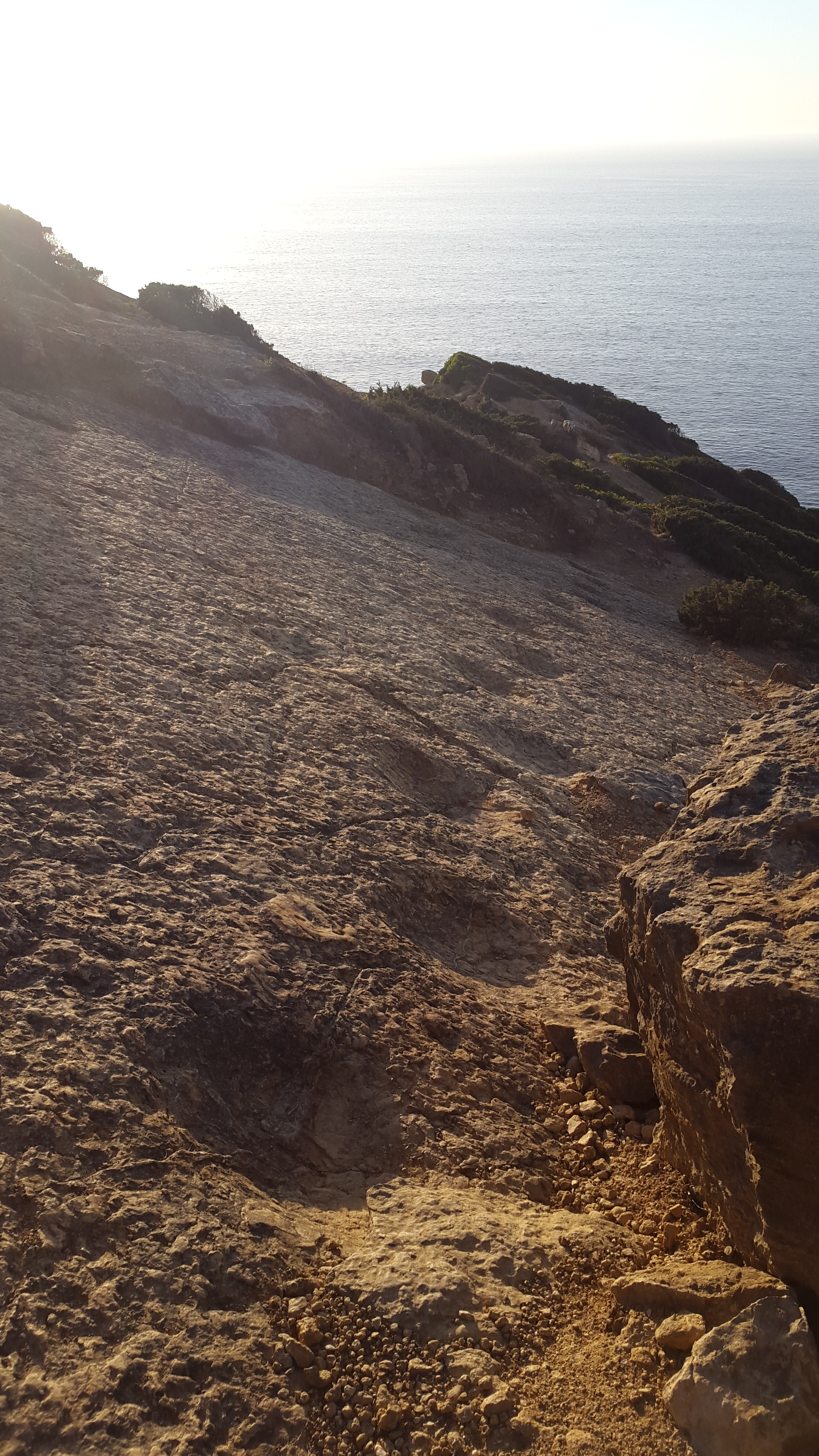
Umas das trilhas de dinossauros presentes no Monumento Natural dos Lagosteiros, em Portugal.
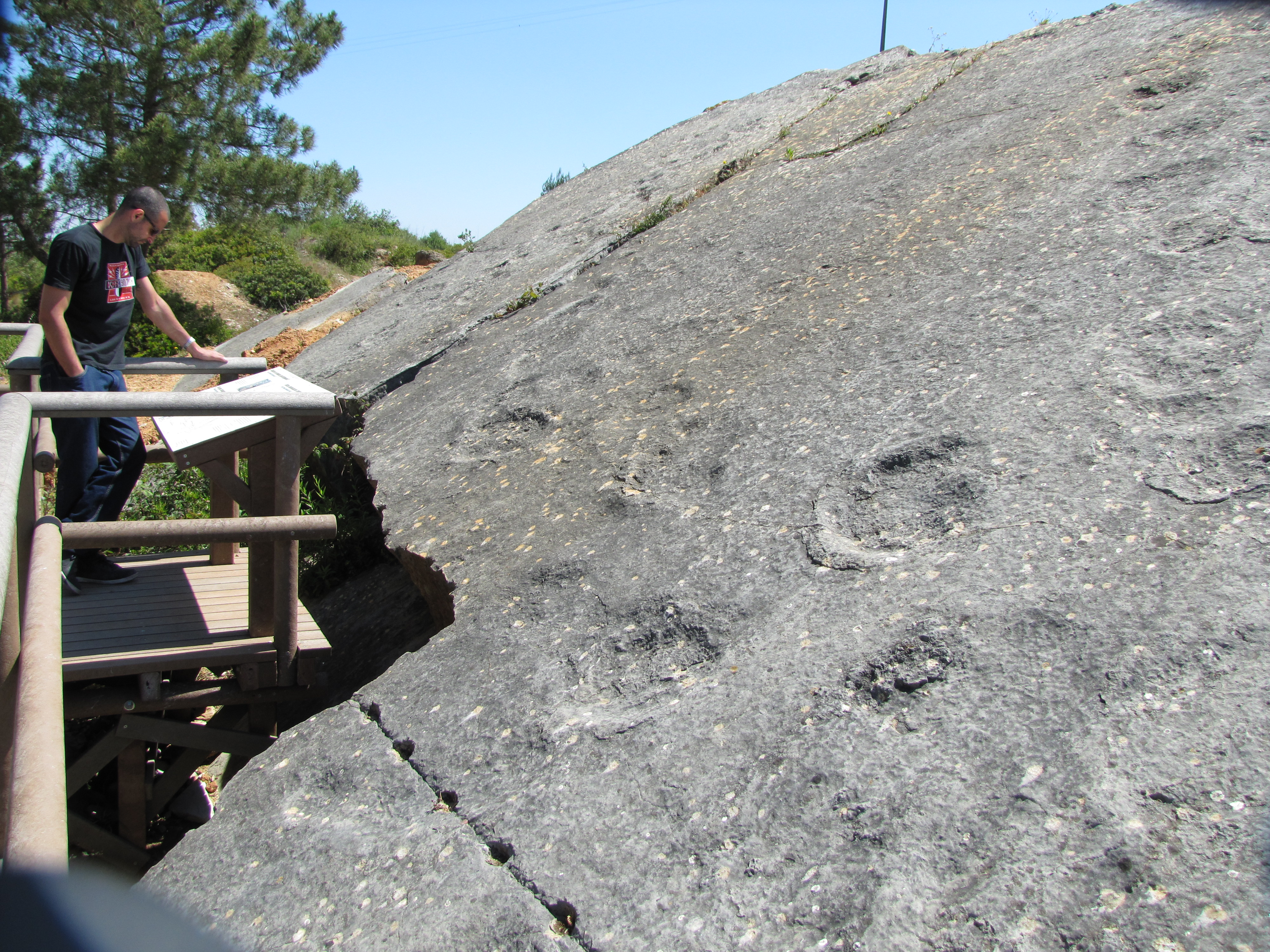
Algumas pegadas observáveis no Monumento Natural da Pedreira do Avelino, em Portugal.